# Filipinas en los Juegos Olímpicos de Los Ángeles 1984
Filipinas estuvo representada en los Juegos Olímpicos de Los Ángeles 1984 por un total de 19 deportistas, 15 hombres y 4 mujeres, que compitieron en 6 deportes.
El portador de la bandera en la ceremonia de apertura fue el atleta Isidro del Prado. El equipo olímpico filipino no obtuvo ninguna medalla en estos Juegos.